# La Trinité-de-Thouberville
La Trinité-de-Thouberville település Franciaországban, Eure megyében. Lakosainak száma 416 fő (2022. január 1.). La Trinité-de-Thouberville Mauny községgel határos.

## Népesség
A település népességének változása:
| Lakosok száma | 160  | 335  | 323  | 412  | 439  | 443  | 432  | 425  | 424  | 416  |
|               | 1968 | 1982 | 1990 | 2006 | 2014 | 2015 | 2017 | 2019 | 2020 | 2022 |